# تیبور وایسنبورن
تیبور وایسنبورن (انگلیسی: Tibor Weißenborn؛ زادهٔ ۲۰ مارس ۱۹۸۱) بازیکن هاکی روی چمن اهل آلمان است.